# Georg von Küchler
Georg von Küchler (született Georg Karl Friedrich Wilhelm von Küchler, (Hesse-Nassau,  Porosz Királyság, 1881. május 30. – Garmisch-Partenkirchen, Nyugat-Németország, 1968. május 25.) német tábornagy.

## Életrajza
Az első világháborúban vezérkari századosként szolgált. 1937-ben tüzérségi tábornok és az I. hadtest parancsnokává nevezték ki.
A lengyelországi hadjáratban a 3. hadsereget vezényelte, és különösen átütő sikereket ért el. Elsők között kapta meg a Lovagkeresztet. 1940-ben vezérezredesi rangban a 18. hadsereg parancsnoka lett, őt érte a megtiszteltetés, hogy elsőként vonulhasson be a megszállt Párizsba. Ezzel a hadsereggel harcolt a Szovjetunióban is, ahol északon Leningrádig tört előre. Wilhelm von Leeb lemondása után az Észak Hadseregcsoport  főparancsnoka, tábornagyi rangban. Mivel ő sem tudta bevenni Leningrádot, sőt a Vörös Hadsereg ellentámadása során visszavonulást rendelt el, Hitler leváltotta. A háború végéig nem kapott más parancsnoki beosztást.
A nürnbergi perben 1948-ban 20 év börtönbüntetésre ítélték, de egészségi állapota és idős kora miatt szabadon engedték. 

1968. május 25-én halt meg Garmisch-Partenkirchenben.

## Fordítás
- Ez a szócikk részben vagy egészben  a   Georg von Küchler című angol Wikipédia-szócikk fordításán alapul.  Az eredeti cikk szerkesztőit annak laptörténete sorolja fel. Ez a jelzés csupán a megfogalmazás eredetét és a szerzői jogokat jelzi, nem szolgál a cikkben szereplő információk forrásmegjelöléseként.